# Терез Ракен (роман)
„Терез Ракен“ е роман от френския писател Емил Зола, считан за една от най-известните му творби и представителна за натурализма.
Романът обикновено се смята за първата основна творба на Зола. При излизането си през 1867 г., „Терез Ракен“ е търговски и художествен успех за Зола – достатъчно, за да бъде преиздаден под формата на книга през 1868 г. Романът придобива допълнителна популярност, когато критикът Луи Улбах (с литературен псевдоним Феражюс) нарича „Терез Ракен“ „морално разложен“ в дълга филипика, която е използвана от Зола за набиране на публичност и посочва в предговора към второто издание.
През 1873 г. „Терез Ракен“ е преработена на пиеса. За пръв път книгата е екранизирана още през 1915 г. – ням филм на италианския режисьор Нино Мартолио. През годините книгата претърпява множество кино и телевизионни адаптации. Последната екранизация, наречена „In Secret“, е завършена през 2013 година и е дело на режисьора Чарли Стратън.

## Сюжет
Внимание:  Текстът по-долу разкрива сюжета на произведението (или части от него)!
Терез е дете на френски офицер и изключително красива алжирка от Оран. Майка ѝ умира, когато момиченцето е съвсем малко и баща ѝ я води във Франция. Оставя детето на грижите на сестра си. Госпожа Ракен живее във Вернон, има малко магазинче за галантерия. Синът ѝ Камий е малко по-голям от Терез. От ранна възраст той е много болнав и през всички години майката се грижи всеотдайно за него. Терез е здраво и силно момиче, но тъй като споделя една стая и дори едно легло с болния си братовчед, тя е отгледана също като него – тъпчат я със същите лекарства, държат я в затоплената стая на болното момче.
Когато Терез става на 21 години, братовчедите се женят. Този брак е планиран отдавна. Терез трябва да се грижи за Камий, когато госпожа Ракен умре. Семейството се мести в Париж, където купуват малко магазинче. Там водят скучен и монотонен живот. Единственото им развлечение е в четвъртък, когато посрещат гости и играят на домино. На тези вечери присъстват едни и същи хора. На един от тези приеми Камий води своя съученик Лоран. Няколко години е живял заедно със свой приятел художник и се е опитвал да рисува. Затова предлага на Камий да нарисува портрета му. Така започва да идва всяка вечер в къщата на семейство Ракен. Там разбира, че Терез е увлечена по него. В началото той не я харесва, но това не пречи да прецени изгодите от една връзка и скоро двамата стават любовници. Срещат се тайно през деня, но скоро това става невъзможно и любовниците трябва да измислят как могат да се срещат отново. Една вечер Терез успява да излезе от къщи и отива в таванската стая на Лоран. Там се заражда идеята да убият Камий, за да могат свободно да бъдат заедно. Една неделя тримата отиват да се разходят край реката. Привечер те наемат лодка. Когато лодката навлиза в един тъмен ръкав на реката, след кратка борба, Лоран хвърля Камий в реката. По време на борбата Камий захапва шията на Лоран и откъсва парче месо. Тази рана ще напомня за ужаса от стореното всеки ден. След потъването на Камий, Лоран хваща Терез и скача във водата. На виковете за помощ се притичват рибари и Лоран успява да убеди всички, че е станала злополука.
След убийството Лоран отива първо при семейството на бившия комисар Мишо. Търси тяхната подкрепа и помощ, за да съобщи на госпожа Ракен. Следващите месеци Лоран продължава да посещава двете жени. Но убийството е променило всичко. Двамата любовници вече не изпитват същата страст. След изтичането на траура Лоран и Терез започват изпълнението на своя план да внушат на околните, че единственото добро решение за всички е техния брак. Скоро госпожа Ракен и стария комисар Мишо започват да убеждават Терез и Лоран, че трябва да се оженят. Набързо правят годеж и сватба. В първата брачна нощ те са ужасени, привижда им се призракът на Камий. И през следващите нощи призракът на Камий продължава да ги преследва и двамата вече не изпитват страст. Страхуват се да останат сами. Призракът на Камий е винаги в стаята, на стол срещу камината, между тях в леглото. Но и двамата не изпитват угризения, не ги мъчи съвестта. В спокойни минути, когато призракът не се явява на Лоран, той мисли, че дори отново би извършил убийството.
Нощите са ужасяващи и за двамата съпрузи, затова чакат светлината да деня да разсее страховете им. И двамата започват да харесват събиранията в четвъртък, в останалите вечери търсят компанията на госпожа Ракен. Старата жена е щастлива от всички грижи, които младите полагат за нея. Но не след дълго здравето ѝ започва да се влошава и госпожа Ракен постепенно се парализира изцяло. Терез се отдава на грижите за болната, а Лоран напуска службата, намира си ателие и започва да рисува. Но скоро разбира, че всички негови картини сякаш пресъздават образа на Камий. Вечерите на Терез и Лоран са изпълнени със страх. Те са ужасени да остават сами. Още от сутринта Лоран пренася креслото с парализирана жена в трапезарията и едва късно вечер я връща в леглото ѝ. Грижите по старата жена им помагат да избягат от мислите си. Но една вечер, забравяйки, че тя е там и слуша, двамата се издават и госпожа Ракен разбира, че те са убили сина ѝ. Терез и Лоран се страхуват, че на следващата сбирка тя ще разкаже какво са сторили. И наистина парализираната жена се опитва да разкрие истината, но успява с много сили да вдигне ръка и да напише само техните имена. Животът в къщата става все по-тежък. Без да се съобразяват, че госпожа Ракен ги чува, Терез и Лоран взаимно се обвиняват за престъплението, обсъждат всички подробности. Не след дълго Терез започва да оплаква Камий, приписва му всякакви положителни качества, непрекъснато плаче и моли за прошка госпожа Ракен. Всичко това изнервя Лоран и той започва да я бие, но тя е доволна и намира това за изкупление. Скоро Терез забременява, но губи детето при един такъв побой. Терез започва да излиза от магазина четири, пет пъти през седмицата и Лоран се страхува, че тя ще го предаде на полицията. След като я проследява един ден разбира, че тя се е отдала на пороците си и е станала лека жена. Той също тръгва по този път – ходи по проститутки, води шумен и разгулен живот. Но това не носи успокоение на никой от тях. Не след дълго те разбират, че вече са изтощени и нямат сили да се борят. Те се страхуват един от друг и за да избегнат предателството се решават да се погубят един друг. След като изпращат гостите след поредния прием двамата се прибират в трапезарията. Лоран приготвя отрова, а в това време Терез вади скрития нож. В този момент двамата се обръщат едновременно и всеки открива собствената си мисъл в съучастника си. Разбирайки, че повече не могат да продължат така, Терез и Лоран изпиват отровата и умират пред очите на госпожа Ракен. 

## Герои
- Терез Ракен – племенница на госпожа Ракен. Терез е дъщеря на брата на госпожа Ракен и една туземка. Майка ѝ умира, когато тя е съвсем малка и баща ѝ я поверява на сестра си за да я отгледа. Терез отраства заедно с братовчед си Камий и щом навършва 21 години се омъжва за него.
- Лоран – съученик на Камий. Син на селянин от Жьофос, той е мързелив и подвластен на страстите си, търси начин да живее охолно без да работи
- Госпожа Ракен – леля на Терез и майка на Камий. Госпожа Ракен през целия си живот се е грижила за болнавия си син.
- Камий – син на госпожа Ракен. Камий често боледува, затова е дребен и хилав. Завършва търговско училище във Вернон и щом се местят в Париж става дребен чиновник
- Комисар Мишо – бивш полицейски комисар, стар приятел и съсед на семейство Ракен във Вернон. Госпожа Ракен го среща в Париж и комисар Мишо става един от постоянните гости на приемите в четвъртък вечер.
- Оливие – син на Мишо, висок, сух и мършав тридесетгодишен мъж. Оливие работи в полицейската префектура.
- Сюзан – съпруга на Оливие. След убийството на Камий тя се грижи известно време за госпожа Ракен и Терез. След парализирането на госпожа Ракен, Терез я кани да стои с нея в магазина.
- Гриве – стар служител от Орлеанските железници, началник канцелария.